# L’Hôtellerie
L’Hôtellerie település Franciaországban, Calvados megyében. Lakosainak száma 318 fő (2022. január 1.). L’Hôtellerie Marolles, Fontaine-la-Louvet, Piencourt, Les Places és Thiberville községekkel határos.

## Népesség
A település népességének változása:
| Lakosok száma | 212  | 214  | 217  | 289  | 325  | 311  | 313  | 316  | 318  | 318  |
|               | 1968 | 1982 | 1990 | 2006 | 2013 | 2015 | 2017 | 2019 | 2020 | 2022 |